# Jarah Al Ateeqi
Jarah Al Ateeqi (en árabe: جراح العتيقي‎, Kuwait, Kuwait, 15 de octubre de 1981) es un exfutbolista kuwaití que jugaba en la posición de centrocampista.

## Carrera

### Club
Jugó toda su carrera con el Kuwait SC de 2000 a 2017, con el que fue campeón nacional en cinco ocasiones, ganó 10 copas nacionales y ganó la Copa AFC en tres ocasiones.

### Selección nacional
Jugó para Kuwait en 111 ocasiones de 2001 a 2013 y anotó tres goles; participó en dos ediciones de la Copa Asiática.

## Logros
- Liga Premier de Kuwait (5): 2000-2001, 2005-2006, 2006-2007, 2007-2008, 2012-2013
- Copa del Emir de Kuwait (2): 2002, 2009
- Copa de la Corona de Kuwait (4): 2003, 2008, 2010, 2011
- Copa Federación de Kuwait (2): 2009, 2011
- Supercopa de Kuwait (1): 2010
- Copa Al Kurafi (1): 2005
- Copa AFC (3): 2009, 2012, 2013